# Фађет
Фађет (рум. Făget) град је и локална самоуправа, која припада жупанији Тимиш у Републици Румунији. Град Фађет обухвата и насељена места Батешти, Бегеју Мик, Бикиђи, Бранешти, Буња Маре, Колонија Мика, Поварђина и Темерешти.

## Географија
Град Фађет се налази у источном, румунском Банату. Насеље се налази у крајње источном делу Баната, 90 km источно до Темишвара, а близу Лугоша. Насељски атар је брежуљкастог карактера.

## Прошлост
Аустријски царски ревизор Ерлер је 1774. године костатовао да место "Фачет" припада истоименом округу, Лугожког дистрикта. Ту су били управна канцеларија, римокатолички манастир, поштанска станица и царинарница а становништво је било измешано немачко и влашко. Када је 1797. године пописан православни клир ту су четири свештеника. Пароси, протпрезвитер поп Петар Петровић (рукоп. 1759), поп Јосиф Поповић (1771), поп Јован Јаношевић (1772) и капелан поп Јосиф Поповић (1797) служе се само румунским језиком. Парохијска филијала било је у то време село Повергина.
Године 1846. Фађет је варошица са 974 становника. Православно парохијско звање је основано и црквене матрикуле су заведене 1779. године. Парох је и протопрезвитер поп Јован Поповић, којем помаже капелан Димитрије Поповић. Основну народну школу похађа 1846/1847. године 30 ђака, које учи Петар Мустрец.

## Становништво
По последњем попису из 2002. општина Фађет је имала 7.519 становника., од чега Румуни чине око 92%, Мађари 3%, Украјинци 2%. Последњих деценија број становништва опада.

## Галерија
- Положај града Фађет на територији жупаније Тимиш